# Torben Ulrich
Torben Ulrich (4. října 1928 Frederiksberg – 20. prosince 2023) byl dánský tenista.
Je synem dánského tenisového reprezentanta Einera Ulricha. V mládí se věnoval také fotbalu a stolnímu tenisu, koncem čtyřicátých let se zaměřil na tenis. Spolu s Ladislavem Legensteinem byl v roce 1959 semifinalistou čtyřhry ve Wimbledonu. Ve dvouhře hrál čtvrté kolo US Open 1953, 1956, 1964, 1968 a Wimbledonu 1959. Byl mistrem Dánska na tvrdém povrchu v letech 1948, 1952 a 1956, v roce 1954 vyhrál French Indoors a v roce 1968 byl finalistou Canada Masters. Za daviscupový tým Dánska nastoupil v rekordních 102 zápasech. Byl nepřehlédnutelnou postavou tenisového světa díky mohutnému plnovousu a zájmu o umění a východní filosofii.
Většinu kariéry byl amatérem, živil se jako jazzový klarinetista a saxofonista a psal hudební recenze do kodaňských novin. Od roku 1969 začal hrát profesionálně, jeho zápas s Pancho Gonzalesem na US Open 1969 se zapsal do historie Grand Slamů jako utkání s nejvyšším věkovým průměrem aktérů. Jeho nejvyšším umístěním na žebříčku ATP bylo 96. místo v roce 1973, v roce 1976 byl světovou veteránskou jedničkou. Na vrcholové úrovni hrál ještě ve 49 letech.
Po ukončení sportovní kariéry se věnoval uměleckým projektům. Točil filmy s Jørgenem Lethem a Gilem de Kermadec, vystavoval svá výtvarná díla, režíroval divadelní představení choreografky Beth Graczykové, vydal knihu Jazz, bold & buddhisme.
Z matčiny strany je židovského původu. Jeho mladší bratr Jørgen Ulrich byl také tenisovým profesionálem. Jeho synem je Lars Ulrich, bubeník skupiny Metallica. Žil v kalifornském městě Tiburon.